# Andronikos I Gidos
Andronikos I Gidos, död 1235, var regerande kejsare av Trapezunt från 1222 till 1235. 